# Winchester Modèle 1893

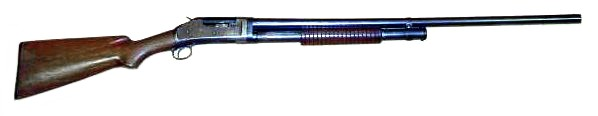
Les fusil à pompe Winchester 1893 et 1897 (ici en version chasse) ont le même aspect.

 Le Winchester Modèle 1893 conçu par John Browning fut un des premiers fusils à pompe commercialisé.

## Histoire
Lancé en 1893, le M93 souffrait d'une cartouche chargée à poudre noire qui ne convainc pas les chasseurs. En 4 ans, seulement 35000 M93 furent vendus au prix de 25 US$. En 1897, la Winchester Repeating Arms Company proposa une version adaptée à la poudre sans fumée et le volume des ventes fait oublier l'échec du M93 sous la forme du Winchester M97. Il fut vendu en France à la Belle Époque par Manufrance.

## Technique
Il est équipé d'un chien extérieur et d'un magasin tubulaire. C'est l'élévateur qui verrouille la culasse en prenant appui sur la carcasse. Il était livré en calibre 12 uniquement. La version arme de police avec un canon plus court (51 cm) ne fut proposée qu'avec le modèle 1897.

## Données numériques (version chasse importée par Manufrance)
- Munition : calibre 12
- Longueur du canon : 76 cm ; des versions à canon de 81 cm furent produites.
- Masse de l'arme vide : 3,5 kg
- Capacité : 5 coups dans le magasin (+1 dans la chambre).
- Prix de vente en France : 165-175 Francs-or en 1894.

## Sources
- J.C ALLADIO, La Winchester, éditions du Guépard, Paris, 1981.
- The Winchester Book, de George Madis , Art and Reference House